# Figueroa at Wilshire
Figueroa at Wilshire
O Figueroa at Wilshire (anteriormente conhecido como Sanwa Bank Plaza) é um arranha-céu de 53 andares e 218,5 m (717 ft) de altura, localizado em Los Angeles, Califórnia. Projetado por  Albert C. Martin & Associates, e desenvolvida pela Hines Interests Limited Partnership. O edifício foi construído entre 1988 a 1990, no local da antiga St. Paul's Episcopal Cathedral.

## Cultura popular
- no jogo eletronico Grand Theft Auto: Vice City o edificio aparece no andar de figirua wilshere dentro da cidade ficticia em vice city mais conhecido entre os parques associates wilshere de 1993.
  - No jogo de videogame, GTA V, desenvolvido pela Rockstar Games, o edifício tem uma aparição na cidade fictícia, Los Santos, conhecido no jogo como Union Depository.